# Typhoid Mary (comics)
Pour les articles homonymes, voir Bloody Mary (homonymie).
Mary Walker, alias Typhoid Mary est une super-vilaine évoluant dans l’univers Marvel de la maison d'édition Marvel Comics. Créé par la scénariste Ann Nocenti et le dessinateur John Romita Jr., le personnage de fiction apparaît pour la première fois dans le comic book Daredevil (vol. 1) #254 en mai 1988.
Elle est également connue sous l'identité de Bloody Mary et a pendant longtemps été une adversaire du justicier Daredevil.
Elle apparaît ensuite sous l'identité de Mutant Zero à partir de Avengers: The Initiative #4 en septembre 2007.

## Biographie du personnage

### Origines
Les origines exactes de Typhoid Mary sont incertaines. Selon certaines sources, Mary Walker aurait souffert d’une double personnalité depuis son plus jeune âge. Elle aurait passé l’essentiel de son enfance au sein d'institutions psychiatriques spécialisées, étant suivie par différents médecins,
Sa personnalité la plus agressive a été surnommée « Typhoid » à cause de ses fièvres permanentes. Sa personnalité la plus passive, « Mary », ignorait l’existence de Typhoid alors que cette dernière était pleinement consciente de l’existence de Mary, méprisant celle-ci. Il a été rapporté qu'elle aurait été la victime d'actes, non révélés, causés par des hommes (des membres de sa famille ou certains de ses médecins), ce qui renforça la personnalité de Typhoid. On raconte aussi que Mary aurait été une cobaye d'expériences, subissant une chirurgie psychiatrique, voire qu'elle aurait été utilisée comme un agent sur le terrain pour un groupe non identifié — peut-être le Projet, sous la direction du docteur Sidney Joern.
Mary, menée par sa personnalité de Typhoid, aurait alors réussi à s'échapper de son enfermement et se soustraire aux autorités. Quoi qu'il en soit, la personnalité de Mary émerge de nouveau et entame une carrière réussie d’actrice de théâtre, mais disparaît brutalement. Elle réapparaît à New York sous l’identité d’une prostituée nommée Lyla.
Une nuit, Matt Murdock, peu de temps avant qu’il n’adopte son uniforme de Daredevil, pénètre masqué dans la maison close, fréquentée par le milieu de la pègre, où travaille Lyla. Murdock y attaque un client qu'il croit impliqué dans le meurtre de son père. Persuadées que Murdock est un policier, Lylia et les autres prostituées l’attaquent. Matt, paniqué, réagit vivement et sans réfléchir ; au cours de la lutte, il projette accidentellement Lyla à travers une fenêtre, ce qui la fait chuter dans la rue, quelques étages plus bas. La chute déclenche chez elle un changement de personnalité et provoque l’apparition de ses pouvoirs mutants. Survivant à sa chute, Mary se jura que, dorénavant, aucun homme ne la blesserait de nouveau
Depuis ce jour, la personnalité de Mary oscille entre quatre personnalités bien distinctes : la timide et paisible Mary, la violente Typhoid, la misandre et sadique Bloody Mary et une jeune fille désorientée, Mary Walker, qui semble être un amalgame rationnel de ses trois autres personnalités.
Devenue par la suite une tueuse professionnelle, elle combat très souvent Daredevil, sur ordre du Caïd.

### Parcours
Après un traitement psychiatrique, Mary Walker retrouve sa personnalité première et devient actrice. Toutefois, cette vie calme ne dure pas et ses troubles mentaux ne tardent pas à se manifester de nouveau, au point qu’un jour ses personnalités multiples engagent séparément Deadpool pour s'entre-tuer. Le duo Mary/Deadpool continue le temps de quelques aventures, puis se sépare.
Le Caïd la reprend ensuite à son service, mais elle est vaincue par Luke Cage et Jessica Jones et enfermée à la prison du Raft. Elle s’en échappe à la faveur de l’intervention d’Electro, venu libérer Sauron.

### Civil War
Mary disparaît ensuite de la circulation puis refait surface sous une nouvelle identité. Grâce à Henry Peter Gyrich (en) qui la recrute au sein du projet Initiative, elle fait partie d’une équipe secrète, la « Shadow Initiative ». On la nomme dès lors Mutant Zero.
Quand le Maître de corvée est nommé à la tête de ce groupe, il découvre la véritable identité de Mutant Zero, trahie par son langage corporel.

### King in Black/Devil's Reign
Lors de l’invasion de la Terre par Knull et ses Symbiotes,  Mary, en tant que garde du corps du Caïd (alors maire de New York) est infectée et combat Elektra. Par la suite, elle se marie avec Fisk et s’enfuit avec lui lorsqu’il est vaincu par les héros.

## Pouvoirs, capacités et équipement
Typhoid Mary est une mutante possédant certains pouvoirs psioniques, comme la télékinésie sur des objets pesant moins de 5 kg (souvent utilisée au combat par Bloody Mary), ou la pyrokinésie qui lui permet d’enflammer une cible suffisamment proche.
En complément de ses pouvoirs, Mary Walker est une athlète de haut niveau et une redoutable combattante, égalant Iron Fist, Daredevil et d'autres. Elle sait manier les armes blanches comme les épées, katana et couteaux.
- On a déjà vu Typhoid Mary implanter des illusions mentales chez autrui, et même endormir des personnes faibles d’esprit.
- Sa principale limitation vient de son syndrome mental de personnalités multiples. La personnalité « Mary » est timide et n’a pas accès aux pouvoirs psioniques, à la différence de « Typhoid » ou de « Bloody Mary », ses deux personnalités violentes. Bloody Mary est la plus puissante mais est rarement dominante.

Sous l’identité de Mutant Zero, elle est équipée d’une armure high-tech qui semble augmenter légèrement sa force physique et inclut des armes blanches et des armes à feu de toutes sortes.

## Apparitions dans d’autres médias
Sauf indication contraire, les informations mentionnées dans cette section peuvent être confirmées par la base de données cinématographiques IMDb,  présente dans la section « Liens externes ».

### Cinéma
- 2005 : Elektra de Rob Bowman — interprétée par Natassia Malthe : le personnage y est représentée comme une tueuse, capable de tuer toute créature organique par simple contact.

### Télévision
- 2018 : Iron Fist (saison 2) — interprétée par Alice Eve : Mary Walker oscille entre deux personnalités, celle de Mary, une dessinatrice qui aspire à une vie paisible et Walker, une détective privée froide et violente.